# ごうぎんデュプリ
ごうぎんデュプリは、山陰合同銀行が提供するプリペイド（前払い）方式の電子マネーである。

## 概要
山陰合同銀行が山陰地域でヒト・モノ・カネを循環させる地域カード戦略の総仕上げとして、2013年11月11日より取り扱いを開始した。
16歳以上の山陰合同銀行に普通預金口座を持っている人が利用でき、島根県･鳥取県内の山陰合同銀行の窓口にてカードの即時発行を行っている。チャージは、山陰合同銀行のATM、モバイルサイトからの携帯チャージ（口座より引き落とし）で行う事ができる。チャージは1000円単位で残高上限は30000円である。
利便性の高いキャッシュレス決済が相次ぐ中で利用が伸び悩み、2018年5月31日で取り扱いを終了すると発表した。

## 導入場所
- 山陰地方の小売店･飲食店･医療機関などで利用が可能となっている。
  - 一畑電車松江しんじ湖温泉駅
  - 今井書店
  - キヌヤ
  - ポプラ 山陰地区内店舗（ローソン･ポプラは除く）
  - 島根県芸術文化センター グラントワ 石見美術館･いわみ芸術劇場

## 沿革
- 2013年11月11日 - 取り扱いを開始。
- 2014年5月1日 - しまねっこ･トリッピーを配した新デザインのカード発行を開始[3]
- 2018年5月31日 - 取り扱いを終了。